# La Sarre Airport
La Sarre Airport är en flygplats i Kanada.   Den ligger i regionen Abitibi-Témiscamingue och provinsen Québec, i den sydöstra delen av landet, 500 km nordväst om huvudstaden Ottawa. La Sarre Airport ligger 316 meter över havet. Den ligger vid sjön Lac à la Truite.
Terrängen runt La Sarre Airport är platt.Runt La Sarre Airport är det ganska glesbefolkat, med 22 invånare per kvadratkilometer.. Närmaste större samhälle är La Sarre, 12,9 km söder om La Sarre Airport.
Omgivningarna runt La Sarre Airport är en mosaik av jordbruksmark och naturlig växtlighet.